# Jos Pronk
Jos Pronk (* 13. Januar 1983 in Warmenhuizen) ist ein niederländischer Schrittmacher und ehemaliger Radrennfahrer.

## Sportliche Laufbahn
Jos Pronk begann seine Karriere 2004 bei dem niederländischen Radsportteam Van Hemert-Eurogifts. In seinem zweiten Jahr dort gewann er eine Etappe bei der Olympia’s Tour und wurde Fünfter in der Gesamtwertung. In der Saison 2006 gewann er das französische Eintagesrennen Prix de la Ville de Nogent-sur-Oise und wurde nationaler Meister im Derny-Rennen. 2007 enthschied er eine Etappe der Tour de Bretagne Cycliste für sich. 2008 gewann er zwei weitere Etappen bei Rennen, 2011 war sein letzter Sieg beim Omloop der Kempen.
2012 beendete Jos Pronk seine aktive Radsport-Laufbahn. 2017 errang er als Schrittmacher gemeinsam mit Reinier Honig bei den Bahneuropameisterschaften in Berlin die Silbermedaille im Steherrennen. In Erfurt wiederholten die beiden diese Platzierung bei der UEC Europameisterschaft im Steherrennen 2018, bevor sie in Pordenone (Italien) die UEC Europameisterschaft der Steher 2019 gewannen und Europameister wurden. 2017, 2018, 2019 und 2022 wurden Reinier Honig und Jos Pronk gemeinsam niederländische Meister im Steherrennen.

## Familie
Jos Pronk kommt aus einer Radsport-Familie. Sein Vater Mattheus Pronk und sein Bruder Matthé Pronk waren ebenfalls Radsportler. Der ehemalige Radrennfahrer Bas Giling ist sein Vetter.

## Erfolge

### Straße
2005
- eine Etappe Olympia’s Tour

2006
- Prix de la Ville de Nogent-sur-Oise

2007
- eine Etappe Tour de Bretagne Cycliste
- eine Etappe Olympia’s Tour

2008
- zwei Etappen Tour du Loir-et-Cher
- eine Etappe Olympia’s Tour

2011
- Omloop der Kempen

### Bahn
2001
- Junioren-Weltmeisterschaft – Punktefahren

2002
- U23-Europameister – Scratch

2003
- Junioren-Weltmeisterschaft – Punktefahren
- Niederländischer Meister – Zweier-Mannschaftsfahren (mit Matthé Pronk)

2004
- U23-Europameisterschaft – Mannschaftsverfolgung (mit Geert-Jan Jonkman, Levi Heimans und Wim Stroetinga)

2006
- Niederländischer Meister – Dernyrennen

2007
- UEC-Derny-Europameisterschaft – (hinter Sam Mooij)

2017
- Europameisterschaft – Steherrennen (Schrittmacher von Reinier Honig)

2018
- Niederländischer Meister – Steherrennen (Schrittmacher von Reinier Honig)
- Europameisterschaft – Steherrennen (Schrittmacher von Reinier Honig)

2019
- Niederländischer Meister – Steher (Schrittmacher von Reinier Honig)
- Europameisterschaft – Steherrennen (Schrittmacher von Reinier Honig)

2022
- Niederländischer Meister – Steher (Schrittmacher von Reinier Honig)

2023
- Europameisterschaft – Steherrennen (Schrittmacher von Reinier Honig)

## Teams
- 2004 Van Hemert-Eurogifts
- 2005 Eurogifts.com
- 2006 ProComm-Van Hemert
- 2007 Time-Van Hemert
- 2008 KrolStonE Continental Team
- 2009 KrolStonE Continental Team
- 2011 Ruiter Dakkapellen-Wielerteam
- 2012 Ruiter Dakkapellen-Wielerteam